# Nhà thiên văn Hoa Kỳ
Danh sách các nhà thiên văn Mỹ nổi tiếng và một số nhà khoa học có tác động gần gũi đến thiên văn học.
- Marc Aaronson (1950-1987), nhà thiên văn
- Charles Greeley Abbot (1872-1973), nhà vật lý thiên văn
- George Ogden Abell (1927-1983), nhà thiên văn
- Charles Hitchcock Adams (1868-1951), nhà thiên văn
- Walter Sydney Adams (1876-1956), nhà thiên văn
- Saul Adelman (1944), nhà thiên văn
- Robert Grant Aitken (1864-1951), nhà thiên văn
- Lawrence Hugh Aller (1913-2003), nhà thiên văn
- Carl David Anderson (1905-1991), nhà thiên văn, Giải thưởng Nobel về vật lý
- Halton Arp (1927), nhà thiên văn
- Wallace Walter Atwood (1872-1949), nhà thiên văn, địa chất, địa lý, nhà phát minh
- Harold Delos Babcock (1882-1968), nhà thiên văn
- Horace Welcome Babcock (1912-2003), nhà thiên văn
- Edward Emerson Barnard (1857-1923), nhà thiên văn
- George Van Biesbroeck (1880-1974), nhà thiên văn Bỉ - Hoa Kỳ
- Bart Jan Bok (1906-1983), holandsko-nhà thiên văn
- William Cranch Bond (1789-1859), nhà thiên văn
- George Phillips Bond (1825-1865), nhà thiên văn
- Benjamin Boss (1880-1970), nhà thiên văn
- Lewis Boss (1846-1912), nhà thiên văn
- Edward L. G. Bowell (1943), nhà thiên văn
- Ira Sprague Bowen (1898-1973), nhà vật lý và thiên văn
- William Robert Brooks (1844-1921), nhà thiên văn
- Dirk Brouwer (1844-1921), nhà thiên văn
- Ernest William Brown (1844-1921), nhà thiên văn và toán học
- Sherburne Wesley Burnham (1838-1921), nhà thiên văn
- William Wallace Campbell (1871-1966), nhà thiên văn
- Annie Jump Cannonová (1863-1941), nhà thiên văn
- Alvan Clark (1804-1887), nhà thiên văn
- George Bassett Clark (1827-1891), nhà thiên văn
- Gérard Clemence (1908-1974), nhà thiên văn
- Heber Doust Curtis (1872-1942), nhà thiên văn
- Armin Joseph Deutsch (1918-1969), nhà thiên văn
- Frank D. Drake (1930), nhà thiên văn
- Henry Draper (1837-1882), nhà thiên văn
- Raymond Smith Dugan (1878-1940), nhà thiên văn
- Albert Einstein (1879-1955), nhà vật lý Hoa Kỳ gốc Đức, Giải thưởng Nobel về vật lý
- Henry Lee Giclas (1910), nhà thiên văn
- Edwin Powell Hubble (1889-1953), nhà thiên văn
- Russell Alan Hulse (1950), nhà thiên văn vô tuyến
- Gerard Peter Kuiper (1905-1973), nhà thiên văn Hoa Kỳ - Hà Lan
- Francis Preserved Leavenworth (1858-1928), nhà thiên văn
- Henry Norris Russell (1877-1957), nhà thiên văn
- Carl Sagan (1934-1996), nhà thiên văn
- Carolyn Jean Spellman Shoemakerová (1929), nhà thiên văn
- Eugene Merle Shoemaker (1928-1997), nhà thiên văn
- Joseph Hooton Taylor (1941), nhà thiên văn vô tuyến
- Clyde William Tombaugh (1906-1997), nhà thiên văn
- Robert Julius Trumpler (1886-1956), nhà thiên văn Hoa Kỳ - Thụy Sĩ
- George Van Biesbroeck (1880-1974), nhà thiên văn Hoa Kỳ - Bỉ
- Fritz Zwicky (1898-1974), nhà vật lý và thiên văn Thụy Sĩ - Hoa Kỳ